# Río Anzu
Der Río Anzu ist der etwa 77 km lange rechte Quellfluss des Río Napo in den Provinzen Pastaza und Napo in Ecuador.

## Flusslauf
Der Río Anzu entspringt an der Ostflanke der Cordillera Real auf einer Höhe von etwa 1600 m. Das Quellgebiet liegt 15 km nordwestlich von Puyo. Der Río Anzu fließt anfangs 10 km in Richtung Südsüdost. Anschließend wendet sich der Fluss in Richtung Nordnordost und fließt entlang dem Fuß der Berge. Bei Flusskilometer 30 passiert er die Gemeinde Santa Clara. Dort münden der Río Llandia von rechts sowie kurz darauf der Río Piatúa von links in den Río Anzu. Unterhalb dieser folgt dem Flusslauf die Fernstraße E45 (Puyo–Tena). Schließlich vereinigt sich der Río Anzu 5,5 km südlich der Stadt Tena mit dem von Westen kommenden Río Jatunyacu zum Río Napo.

## Einzugsgebiet
Der Río Anzu entwässert die Ostflanke der Cordillera Real zwischen den Flusstälern des Río Pastaza im Süden und dem des Río Jatunyacu im Norden auf einer Länge von 17 km. Das Einzugsgebiet umfasst eine Fläche von etwa 790 km².